# Appian z Aleksandrii
Appian z Aleksandrii łac. Appianus Alexandrinus, gr. Ἀππιανὸς ὁ Ἀλεξανδρεύς (ur. ok. 95, zm. ok. 180) – grecki historyk.

## Życiorys
Urodził się w egipskiej Aleksandrii, tam też pełnił wysokie stanowiska urzędnicze.
W okresie powstania żydowskiego za czasów Trajana, uciekał z Egiptu przed Żydami. W 120 r. przybył do Rzymu. Za Hadriana został adwokatem cesarskim (advocatus fisci), w 147 roku otrzymał w Egipcie urząd prokuratora cesarskiego (prawdopodobnie za Marka Aureliusza i Werusa). W tej sprawie pisał do cesarza Antoninusa Piusa przyjaciel Appiana, Fronton. Obywatelstwo rzymskie otrzymał prawdopodobnie za czasów Trajana lub Hadriana. Stąd jego łacińskie imię mogło brzmieć Ulpius lub Aelius.

## Twórczość
Dość późno (ok. 160 roku) rozpoczął pisanie swego dzieła Historia rzymska (Ρωμαικα) w 24 księgach. Pisał pod wpływem podziwu dla rzymskiego państwa – jego męstwa, roztropności, wytrwałości, siły, ale także i szczęścia. Historia obejmowała czasy od założenia Rzymu do czasu mu współczesnych (panowanie Trajana) i opisywała je według ludów wchodzących w skład imperium rzymskiego. Nie przykładał zbytniej uwagi do chronologii opisywanych wydarzeń, nie jest też ścisły w terminologii wojskowej (podobnie jak Liwiusz i Dionizjusz), popełniał błędy w lokalizacji geograficznej (Gades lokalizuje w Afryce, pisze że Ebro wpada do morza Północnego, Sagunt i Nową Kartaginę uważa za jedno i to samo miasto). Mimo tego jego dzieło stanowi cenne źródło wiadomości i informacji, których nie można znaleźć u innych starożytnych autorów. W niektórych miejscach jest to źródło jedyne (pomiędzy rokiem 167 a 68 przed n.e. Appian jest źródłem głównym, a przeważnie nawet jedynym). Z relacji Appiana najwięcej dowiadujemy się o słynnym powstaniu niewolników pod wodzą Spartakusa i tylko Appian opisał masową egzekucję powstańców:

w rzezi tej zginęło nie dające się policzyć mnóstwo ludzi, podczas gdy Rzymianie stracili do tysiąca żołnierzy; ciała Spartakusa nie zdołano odszukać. Wielka liczba rozbitków, którzy uszli z walki, ukryła się w górach, toteż Krassus ruszył za nimi. Podzieleni na cztery grupy stawiali opór, aż wszyscy wyginęli prócz 6000 ludzi, którzy zostali ujęci i powieszeni wzdłuż całej drogi z Kapui do Rzymu

### Dzieła zaginione
Z obszernego Wstępu do Historii rzymskiej dowiadujemy się, że Appian napisał odrębną księgę na temat swojego życia i doświadczeń związanych z pełnionymi funkcjami w administracji państwowej. Dzieło nie zachowało się do naszych czasów.